# Serena Rossi

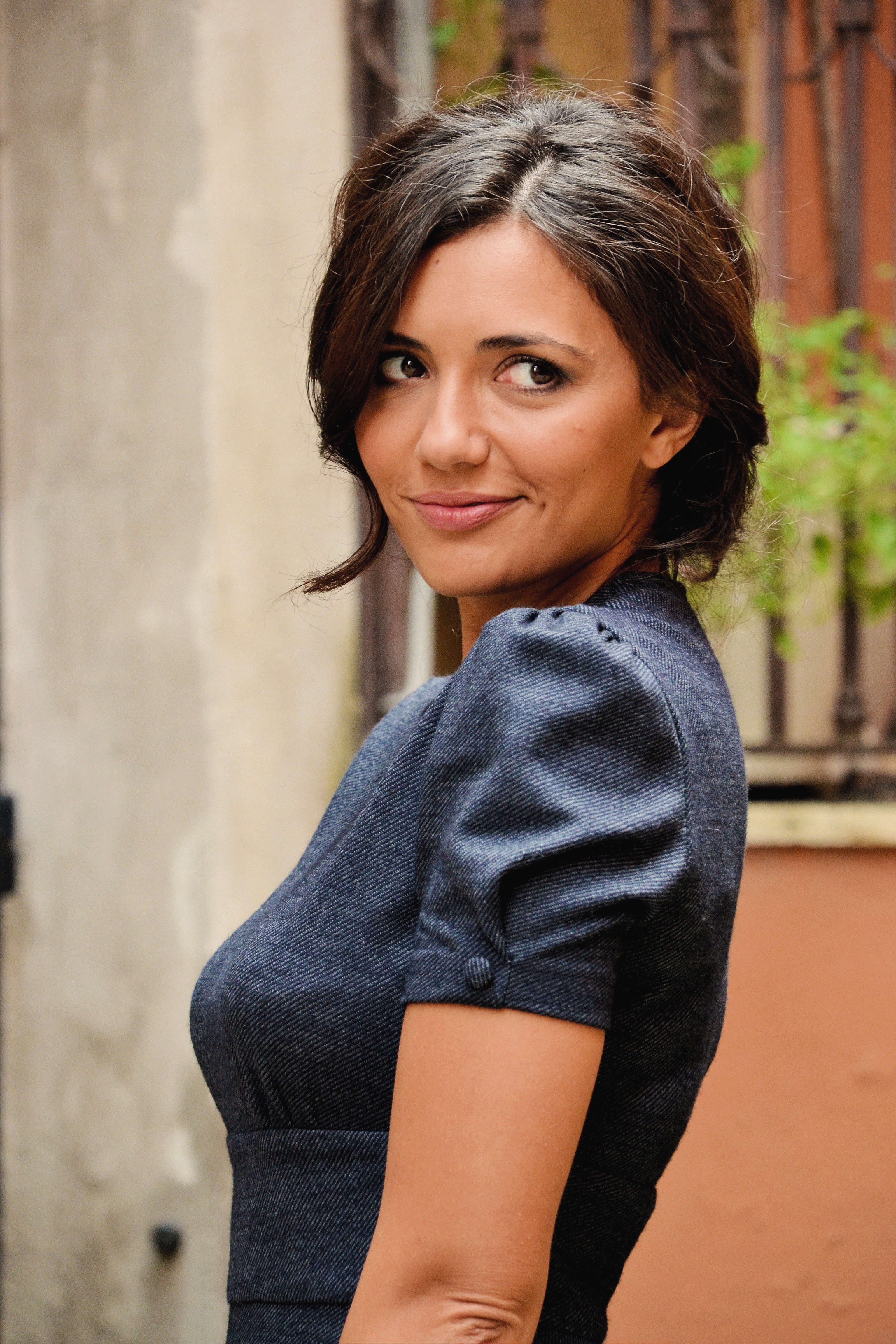
Serena Rossi (2014)

Serena Rossi (* 31. August 1985 in Neapel) ist eine italienische Schauspielerin, Synchronsprecherin, Sängerin und Moderatorin. 

## Leben
Rossi stammt aus einer Künstlerfamilie mit Wurzeln in Montefalcone nel Sannio (in der Provinz Campobasso, Molise, Italien). Sie feierte mit ihrer Rolle in der Soap-Opera Un Posto al Sole ihren Durchbruch, die zu Hauptrollen in mehreren Musicals führte. Nach weiteren Arbeiten in Fernsehproduktionen und Filmen trat Serena 2008 auch in der international beliebten Krimiserie Inspector Montalbano auf.
2013 sprach Serena Rossi die Rolle der Anna in der italienischen Version von Frozen. 2015 sprach sie Cinderella, gespielt von Anna Kendrick in der italienischen Version von Into the Woods.
2021 moderierte Rossi die Eröffnungs- und Preisgala der Internationalen Filmfestspiele von Venedig.

## Filmografie (Auswahl)
- 2003–2010: Un posto al sole (TV-Serie)
- 2008: Inspector Montalbano (TV-Serie)
- 2009: Augustinus (Sant’Agostino)
- 2016: Al posto tuo (Film)
- 2021: Diabolik
- 2024: Ein Zug voller Hoffnung (Il treno dei bambini) (Film)
- 2024: Wonderboys: Der geheime Schatz von Neapel (Uonderbois: Il Tesoro Segreto di Napoli) (TV-Serie)

## Synchronstimme (Auswahl)
- 2013: Frozen (Anna)
- 2014: Into the Woods (Cinderella)
- 2019: Frozen 2 (Anna)

## Auszeichnungen für Musikverkäufe
| Goldene Schallplatte - Italien - 2024: für das Lied Facciamo un Pupazzo Insieme? |

| Land/RegionAuszeichnungen für Musikverkäufe (Land/Region, Auszeichnungen, Verkäufe, Quellen) | Gold  | Platin | Verkäufe | Quellen |
| -------------------------------------------------------------------------------------------- | ----- | ------ | -------- | ------- |
| Italien (FIMI)                                                                               | Gold1 | —      | 50.000   | fimi.it |
| Insgesamt                                                                                    | Gold1 | —      |          |         |